# Partia Zgody Narodowej
Partia Zgody Narodowej (łot. Tautas Saskaņas partija, TSP; ros. Партия народного согласия, ПНС) – łotewska partia polityczna istniejąca do 2010, jeden z podmiotów sojuszu wyborczego i parlamentarnego Centrum Zgody. 

## Historia
Ugrupowanie wywodziło się z umiarkowanej frakcji Łotewskiego Frontu Ludowego skupionej wokół Jānisa Jurkānsa, opowiadającej się za pragmatyczną polityką wobec mniejszości narodowych i poprawą stosunków z Rosją. 
W wyborach z 1993 lista Jurkānsa „Zgoda dla Łotwy – odrodzenie gospodarki narodowej” (łot. Saskaņa Latvijai – Atdzimšana Tautsaimniecībai) zdobyła 13 miejsc w Sejmie. Rok później doszło do rozłamu w klubie, w wyniku czego powstała Partia Zgody Narodowej (TSP). W kolejnych wyborach z 1995 uzyskała ona 6 mandatów, trzy lata później weszła w skład koalicji O Prawa Człowieka w Zjednoczonej Łotwie. W wyborach z 2002 koalicja zdobyła 25 miejsc w parlamencie, jednak rok później TSP opuściła alians. W wyborach z 2006 startowała w koalicji Centrum Zgody, zdobywając 11 z 17 mandatów przyznanych sojuszowi. 
Na czele partii do 2005 stał b. minister Jānis Jurkāns, następnie zaś Jānis Urbanovičs. W latach 2009–2010 ugrupowanie uległo integracji w ramach Socjaldemokratycznej Partii „Zgoda”.